# Guinea-Bissau ved sommer-OL 2016
Guinea-Bissau deltog ved Sommer-OL 2016 i Rio de Janeiro som blev arrangeret i perioden 5. august til 21. august 2016. Dette var landets sjette deltagelse i sommer-OL. 

## Medaljer
| 2016 Rio de Janeiro | Guld | Sølv | Bronze | Totalt |
| Guinea-Bissau       | 0    | 0    | 0      | 0      |